# Grüne Sauce
Als Grüne Sauce bezeichnet man diverse kalte Saucen der klassischen Küche, die ihre grüne Farbe durch verschiedene Kräuter erhalten. Unter Bezeichnungen  wie Sauce verte (frz.), Green sauce (engl.), Salsa verde (ital. und span.) bzw. Bagnet verd (im Piemont) ist sie in vielen Ländern bekannt.

## Zubereitung
Man unterscheidet die beiden Grundvarianten:
- Mayonnaise wird mit einem Püree von blanchierten oder frischen Kräutern und Spinat vermischt. Übliche Kräuter sind Estragon, Kerbel, Brunnenkresse und Petersilie.[1][2] Auguste Escoffier verwendete in seinem Kochkunstführer nur den ausgepressten „Kräutersaft“ von blanchierten Blättern.[3]
- Aus gekochtem Eigelb, Speiseöl und einem Milcherzeugnis wie Joghurt oder Saure Sahne wird eine Sauce zubereitet. Diese schmeckt man mit Salz, Pfeffer, Essig oder Zitronensaft ab. Dazu gibt man verschiedene gehackte Kräuter (z. B. Bärlauch, Basilikum, Dill, Estragon, Kresse, Petersilie oder Schnittlauchröllchen). Es sollen dabei mindestens sieben verschiedene Kräuter verwendet werden. Als Einlage wird teilweise das gekochte Eiklar verwendet. Die Sauce wird für Fleisch-, Fisch- und Kartoffelspeisen verwendet.[4] Außerdem ist eine Mischung von Joghurt und Saurer Sahne (teilweise auch Mayonnaise) mit sieben verschiedenen Kräutern üblich.[5]

Außerdem wird auch kalte Kräutersauce bzw. Kräutermayonnaise wegen der Färbung als Grüne Sauce bezeichnet. Grüne Saucen außereuropäischer Küchen sind Green Seasoning in der trinidadischen Küche, die Sauce chien der französischsprachigen Karibik und Hari Chutney, eine grüne Würzsauce der indischen Küche.

## Geschichte
Grüne Sauce ist in Europa bereits seit 2000 Jahren bekannt. Von den Römern wurde das Rezept aus dem Orient übernommen. In England sind erste Rezepte und Beschreibungen zu greensauces aus der Schrift De Utensilibus von Alexander Neckham aus dem 12. Jahrhundert bekannt. Die deutschen grünen Soßen waren früher zur Entschlackung im Frühjahr gedacht. Ein Straßburger Verlag veröffentlichte 1530 das Kochbuch „Von allen Speisen und Gerichten, Koch und Kellerey“ des Bartolomeo Platina, darin ein Rezept von „Güt grün Salsen von Kreuttern“ (Salse ist eine altertümliche Bezeichnung für Soße). Walther Hermann Ryff empfahl 1545 „zum gebraten .... grüne Salsen“ in seinem „New Kochbuch für die Krancken.“

## Varianten

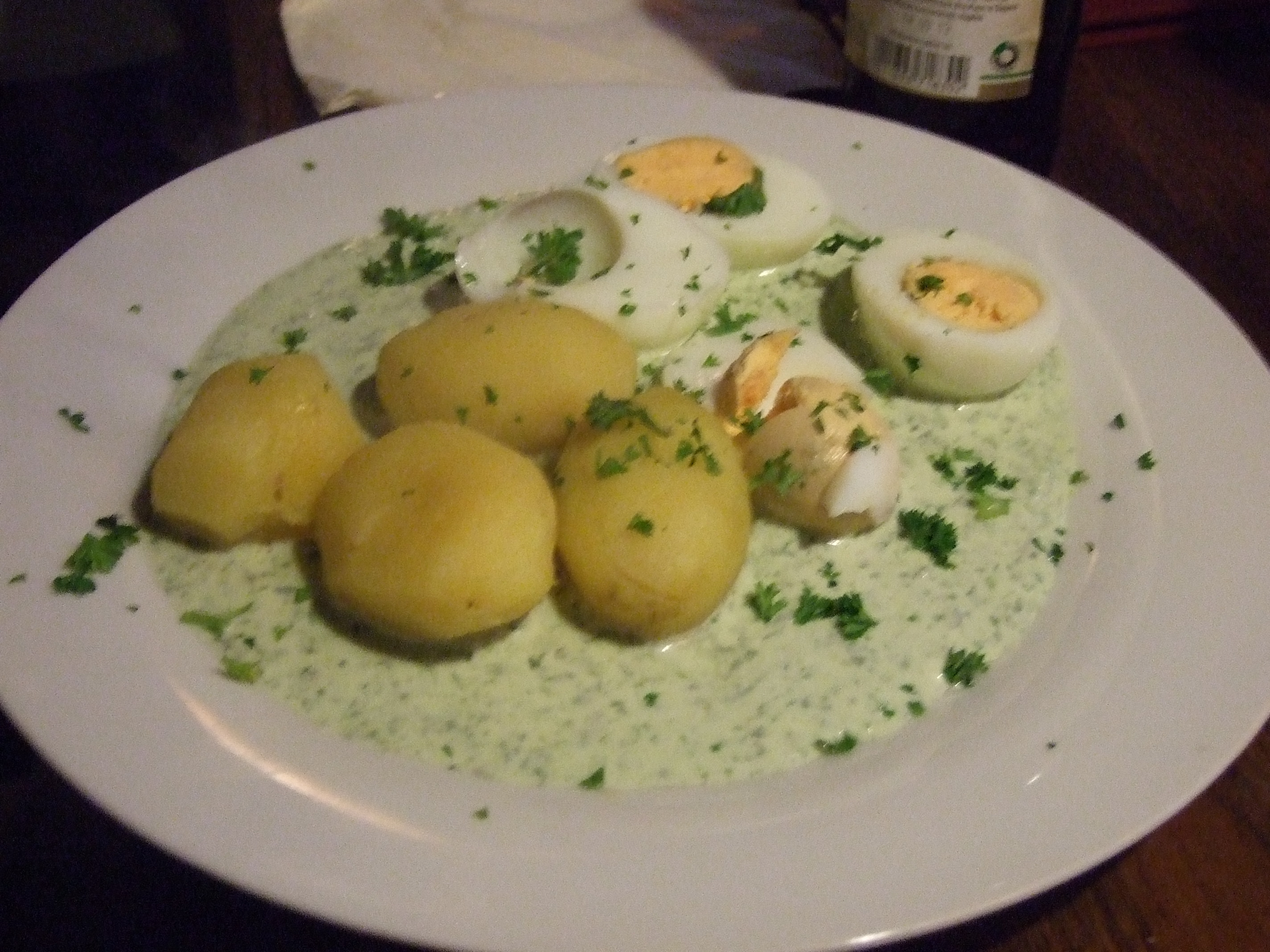
Frankfurter Grüne Soße mit Pellkartoffeln und gekochten Eiern

### Deutschland
Frankfurter Grüne Soße (frankfurterisch: Grie Soß) wird aus feingehackten Kräutern hergestellt. Die traditionelle Zusammensetzung besteht aus Boretsch, Kerbel, Kresse, Petersilie, Pimpinelle, Sauerampfer und Schnittlauch, die in Frankfurt am Main und Umgebung als Frischkräutermischung unter der geschützten geographischen Angabe (g.g.A.) „Frankfurter Grüne Soße“/„Frankfurter Grie Soß“ angebaut und gehandelt werden. Als klassische Rezeptur gilt die in Standardwerken der Kochliteratur beschriebene Frankfurter Sauce oder Sauce Francfort nach Art einer Vinaigrette, daneben sind zahlreiche Varianten mit unterschiedlichen Grundsaucen oder Milcherzeugnissen als Basis verbreitet.

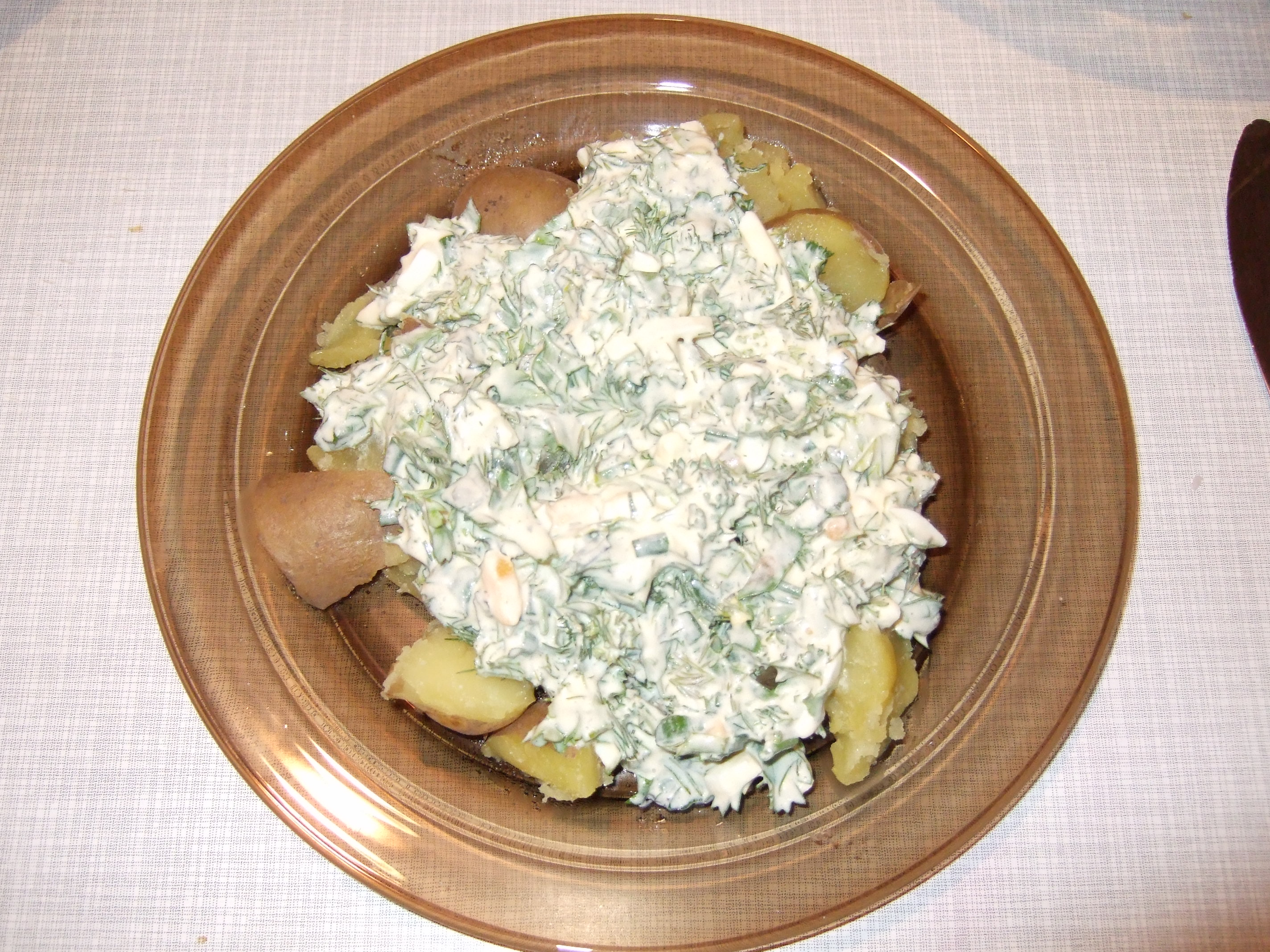
Grüne Soße, nord- und mittelhessische Variante mit Pellkartoffeln

In Nord- und Mittelhessen (Mittelhessisch: „Groine Suß“)  sind verschiedene Varianten der Grünen Soße verbreitet. Zur Kasseler oder Nordhessischen Grünen Soße (Kasselänisch: „Griene Sose“) werden ebenfalls traditionell bis zu sieben Kräuter hinzugegeben, die im Vergleich zur Frankfurter Variante deutlich gröber gehackt werden. Üblicherweise sind das Borretsch, Petersilie, Pimpinelle, Sauerampfer und Schnittlauch, je nach Variante kommen Dill und Zitronenmelisse hinzu. Im Übrigen nahm man, was man hatte.
Die Kräuter Kerbel, Kresse oder Liebstöckel werden für die Kasseler Grüne Soße nicht verwendet. Grundstoff der mittelhessischen und der Kasseler Grünen Soße sind ein Teil Schmand und zwei bis drei Teile Saure Sahne, zu denen die gehackten Kräuter mit ebenfalls gehackten gekochten Eiern und wenig Öl und Essig zugegeben werden.
In Südhessen wird oft eine „grasgrüne“ Soße bevorzugt, wozu die Kräuter im Fleischwolf oder Mixer oder mittels eines Pürierstabes sehr fein zerkleinert werden.

### Frankreich:Sauce verte
Die französische Sauce verte ist eine Mayonnaise, die mit feingehackten, eventuell durch ein Sieb gestrichenen Kräutern wie Petersilie, Estragon, Kerbel, Brunnenkresse, Pimpinelle und Schnittlauch vermischt wird. Sie enthält oft auch Knoblauch.

### Italien:Salsa verdeundBagnet verd
In der italienischen Küche gibt es eine Vielzahl von kalten Kräutersaucen, deren bekannteste der Pesto ist. 

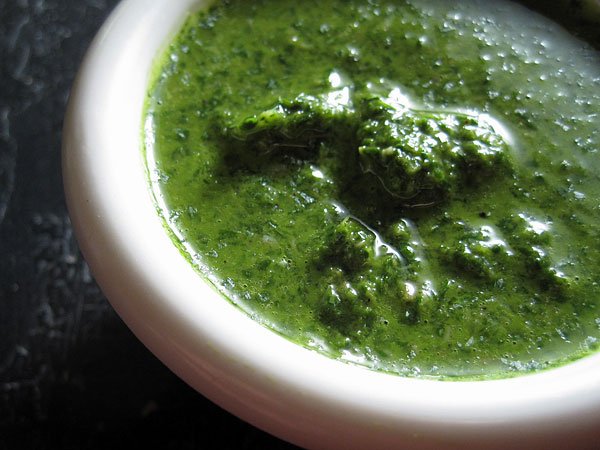
Italienische Salsa Verde

Die eigentliche Salsa verde aus Norditalien, die traditionell zu Bollito misto gereicht wird, ähnelt stark einer Frankfurter Sauce mit Ei und Senf, wenn auch andere Kräuterkombinationen mit z. B. Basilikum und Majoran verwendet werden und üblicherweise Knoblauch enthalten ist. Als weitere Zutaten sind gehackte Kapern verbreitet.
Bagnetto verde (im piemontesischen Dialekt: bagnet verd) wird durch gekochtes Eigelb und Paniermehl gebunden, enthält an Kräutern aber meist nur Petersilienblätter. Die Sauce wird auch mit Kapern, Knoblauch und eingelegten Sardellenfilets ergänzt. Bagnet verd gehört zu den traditionellen piemontesischen Lebensmitteln.

### Mexiko:Salsa verde

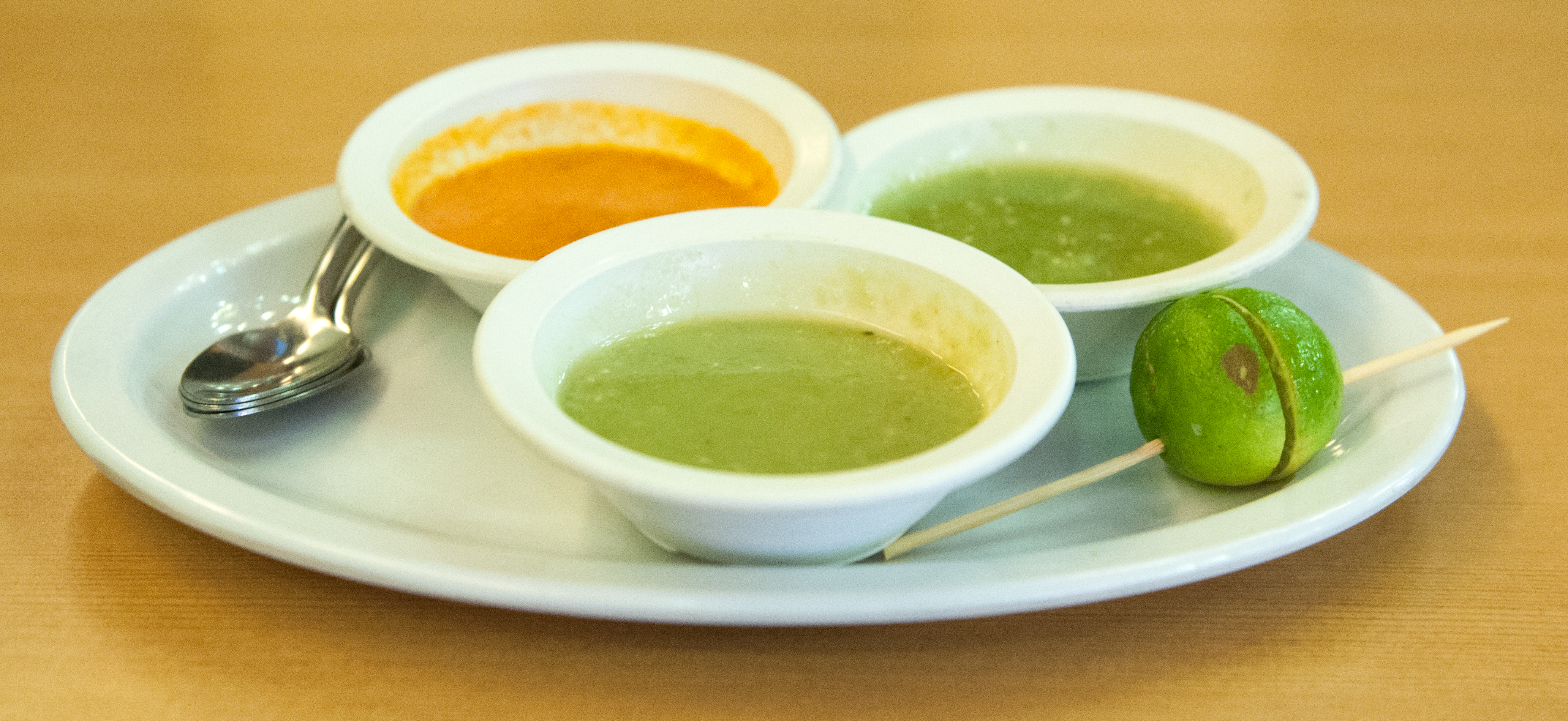
Verschiedene mexikanische salsas verdes neben der roten Variante

Die Farbe Grün wird in Mexiko als wichtigste Farbe in der Küche angesehen, entsprechend viele Rezepte gibt es. Es gibt scharfe und süße, kalte und warme grüne Saucen, und in vielen Gerichten ist eine solche Sauce enthalten. Was in Deutschland als Königsberger Klopse bekannt ist, heißt Albóndigas en salsa verde, schmeckt ähnlich, hat aber wie oft in Mexico eine grüne Sauce.
In der mexikanischen Küche und bei Tex-Mex-Gerichten und Tacos werden zumeist kalte grüne und rote Gewürzsaucen gereicht. Die als Salsa verde bekannte Version beinhaltet unter anderem pürierte Tomatillos, Serranos oder Jalapeños, Korianderkraut und Limonensaft.